# アルノルフォ・ディ・カンビオ

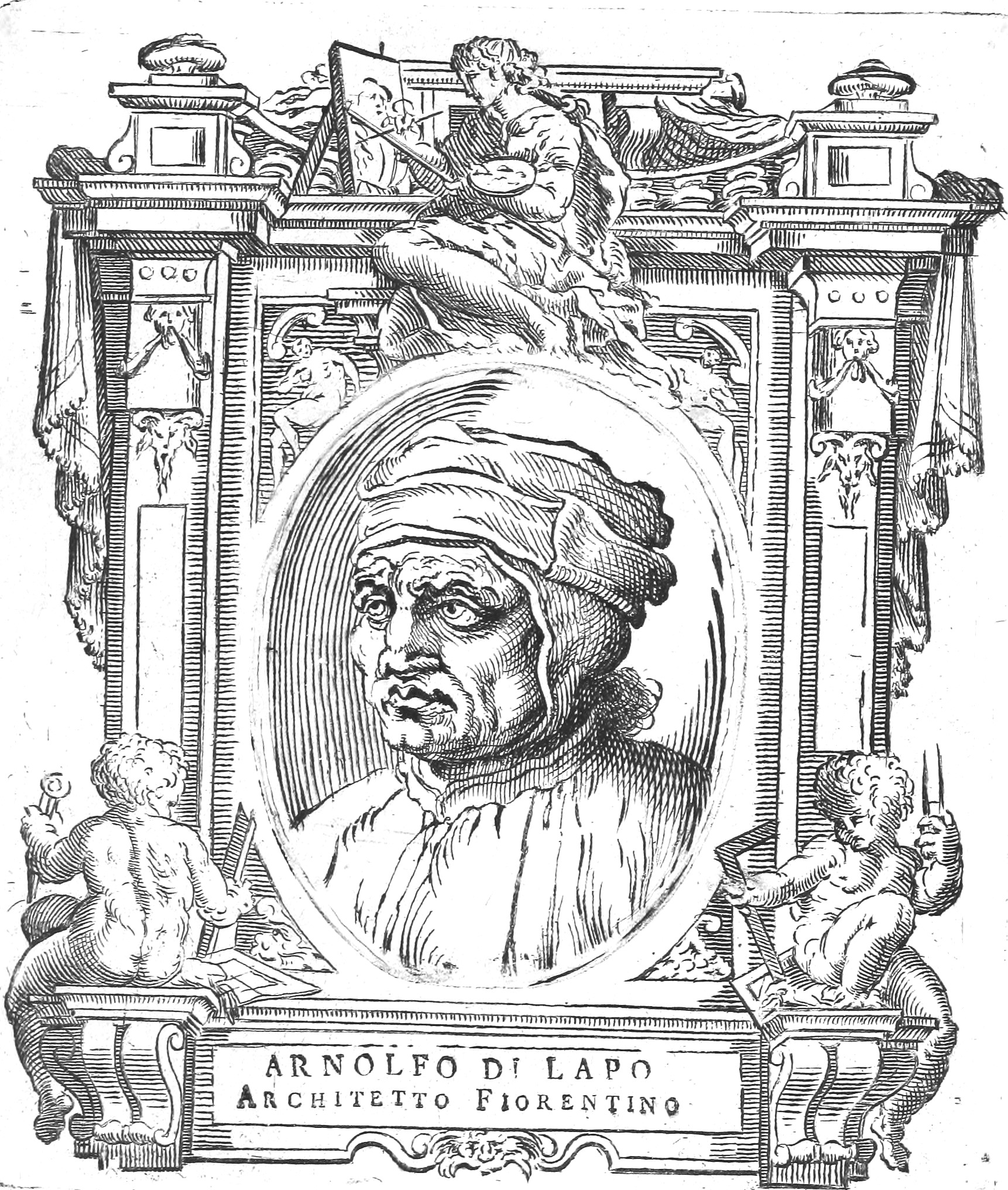
アルノルフォ・ディ・カンビオ
ヴァザーリ『画家･建築家･彫刻家列で』より

アルノルフォ・ディ・カンビオ（Arnolfo di Cambio 　1245年頃 - 1302年または1310年頃）は、フィレンツェの彫刻家、石工。当時、中央イタリアを代表する巨匠として知られ、サンタ・マリア・デル・フィオーレ大聖堂の最初のプランを計画したほか、幾つかの建築が彼の手によるものとされる。

## 経歴
彼の経歴で知られていることは少ない。アッシジのサン・フランチェスコ聖堂を建てたドイツ人ヤーコポを父とする資料もある。また、ジョルジョ・ヴァザーリはラーポ・ディ・リチェヴートの子であるとするが、これは明らかに間違いである。また、1289年に整備されたサン・ジョヴァンニ広場の工匠頭として記録されているカンビオ・ディ・ジョヴァンニを父とする説もある。1266年にはニコラ・ピサーノの助手となり、1294年には大聖堂建設の工匠頭に任命されている。少なくとも1280年頃までには、フィレンツェ随一の工匠として有名であった。1300年に建設されたサンタ・クローチェ聖堂も（彼が携わったとされる書類や文書はないが）彼の設計によるものとされる。実際に、サンタ・マリア・デル・フィオーレの初期のプランはサンタ・クローチェの平面といくつかの類似点が指摘されている。